# Death Note (film)
Death Note (Japanska: デスノート,  Desu Nōto) är en japansk spelfilm från 2006. Filmen och dess uppföljare Death Note 2: The Last Name är baserade på mangan Death Note av Tsugumi Ohba och Takeshi Obata. Filmen kretsar kring universitetsstudenten Light Yagami som finner anteckningsboken Death Note, med vilken han kan ta livet av dem vars namn han skriver i boken.
Light väljer att försöka skapa en värld utan brottslingar och ondska. Den japanska polisen börjar dock utreda alla de mystiska dödsfallen och kommer snart Light på spåren. Light använder då anteckningsblocket för att döda oskyldiga, som till exempel de FBI-agenter som är honom på spåren.

## Rollista
Light Yagami - Tatsuya Fujiwara
L - Ken'ichi Matsuyama
Misa Amane - Erika Toda

## Mottagande
Death Note har vunnit flera priser.
- Pegasus Audience Award för Bästa film.
- Readers' Choice Award för Mest populära film.
- Hochis filmpris för Bästa nykomling (Ken'ichi Matsuyama )
- Festival Prize för Bästa nykomling (Ken'ichi Matsuyama )

Filmen har också blivit nominerad för ytterligare två priser.
- Hong Kong Film Award för Bästa asiatiska film.
- Nippon Academy-shō för Bästa biroll (Ken'ichi Matsuyama).